# Epicauta polingi
Epicauta polingi är en skalbaggsart som beskrevs av Werner 1944. Epicauta polingi ingår i släktet Epicauta och familjen oljebaggar. Inga underarter finns listade i Catalogue of Life.